# Magazine
Magazine — британская рок-группа, образованная в 1977 году в Манчестере, Англия, Говардом Девото после ухода из Buzzcocks, и считающаяся одной из самых новаторских и влиятельных в новой волне. Magazine выпустили четыре студийных альбома и не имели оглушительного коммерческого успеха, но, соединив панк- и арт-рок с элементами экспериментального рока, положили начало новой, постпанковской ветви музыкального развития. Дебютный сингл группы «Shot By Both Sides» многие специалисты называют классическим; дебютный альбом Real Life вошёл в список «1000 Albums To Hear Before You Die».

## История группы
Говард Девото образовал Magazine в Манчестере, вскоре после того, как он в начале 1977 года покинул Buzzcocks. В апреле того же года он познакомился с гитаристом Джоном Макгиохом, который учился на художника. Тогда же они начали писать первые песни, которые впоследствии войдут в дебютный альбом Magazine. Также в группу были приглашены: Барри Адамсон на место бас-гитариста, Боб Диккинсон — на клавиши и Мартин Джексон (бывший участник панк-группы The Freshies) в качестве барабанщика. После подписания контракта с Virgin Records Magazine дали свой первый концерт в Манчестере 21 октября 1977 года. Дикинсон, будучи на тот момент соавтором композиции «Motorcade», покинул коллектив в конце того же года, дав с группой ещё несколько концертов.
В начале 1978 года группа выпустила свой дебютный сингл «Shot by Both Sides» (композиция написана Говардом Девото в соавторстве с Питером Шелли, его партнера по Buzzcocks), который был записан группой вчетвером и аккомпанемент которой состоял из гитары, бас-гитары и ударных, что роднило его со звучанием панк-рока. Сингл поднялся в Британии до 41-го места. Вскоре после выпуска сингла к группе присоединился Дэйв Формула, игравший до этого с малоизвестным коллективом 60-х (St. Louis Union), и занял место ушедшего Диккинсона. Группа, в состав которой официально вошел Формула, впервые выступили на телевидении, исполнив «Shot by Both Sides» на передаче Top Of The Pops, в феврале 1978 года.

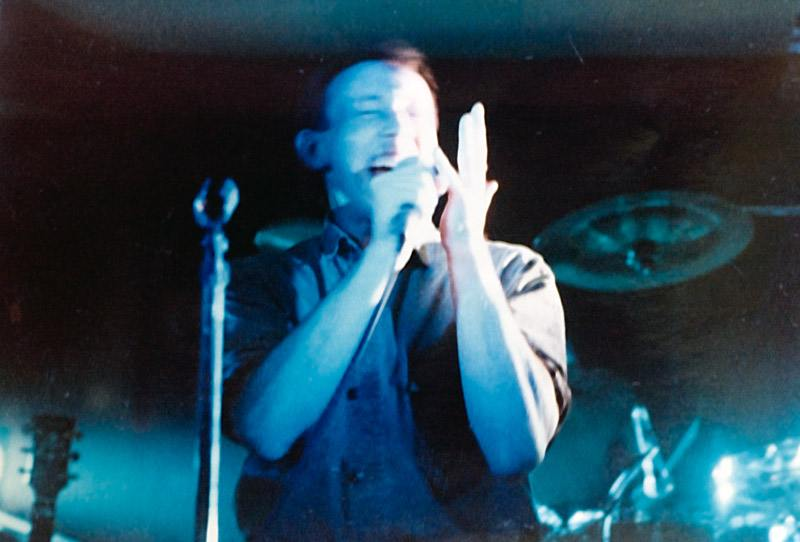
Говард Девото

В 1978 году был выпущен дебютный альбом группы Real Life (1978), содержавший в себе (помимо панк- и поп-мотивов) влияния глэма (Дэвид Боуи, Roxy Music, Игги Поп). Альбом добрался до 29 строчке в Британских чартах. Во время тура в поддержку альбома (после выхода второго сингла «Touch and Go»), Джексон покинул группу в конце июля 1978 года. Его место временно занял Пол Спенсер, который выступил с группой в европейских концертах и на нескольких телевизионных выступлениях, включая The Old Grey Whistle Test, где они исполнили «Definitive Gaze». Спенсер частично вышел из состава, так же во время гастрольного тура, вскоре став участником группы The Speedometors, и был заменен в октябре Джоном Дойлом, который завершил с группой гастрольный тур и присоединился к группе.
Второй альбом Secondhand Daylight (# 38 UK) от дебютного отличался более сглаженным, холодным звучанием и преобладанием клавишных в аранжировках. К этому времени Magazine вели уже «полупризрачный» образ жизни: Макгиох играл в Siouxsie and the Banshees и одновременно в трио Visage, участниками которого были также Адамсон и Формула. Трио совместно с музыкантами вместе записало сингл «Tar».
Третий альбом The Correct Use Of Soap, согласно Trouser Press, показался всем «возвращением к жизни»: он полон энергии, жизнерадостнее в лирике и «поражает богатством ритмического рисунка (что особенно удивительно, если учесть, что в студии с группой работал продюсер Мартин Хэннетт, записавший лучшие работы Joy Division»). Вскоре после релиза Макгиох принял решение покинуть группу, обосновав это низкими продажами записей группы и отсутствием ориентированных на гитарное исполнение песен. Вскоре Макгиох присоединился к коллективу Siouxsie and the Banshees. После выхода сингла «Sweetheart Contract» (# 54) место Макгиоха занял участник Ultravox, Робин Саймон. В таком составе группа гастролировала по Европе и Австралии, записав свой единственный концертный альбом Play. Саймон участвовал в начальных записях и репетициях группы над следующим, четвертым по счету, альбомом (включая соавторство песни «So Lucky»), но покинул группу задолго до его выпуска, для работы над сольным альбомом Джона Фокса, The Garden.
Вновь оставшись без гитариста Девото привлек к записи над альбомом друга по колледжу, Боба Мендельсона (гитарист группы Amazorblades). В таком составе группа закончила запись своего четвертого альбома, Magic, Murder and the Weather, в 1981 году. Говард Девото ушел из группы за месяц до выпуска альбома, в мае того же года, оставив оставшимся участникам принять решение о дальнейшем будущем и возможном распаде группы. После выпуска альбома группа объявила о распаде. Через год был выпущен альбом-компиляция After the Fact.
Адамсон продолжил работу с Visage, а также начал сотрудничество с The Birthday Party и Питером Шелли, Формула стал участником Visage и присоединился к коллективу Ludus, Мендельсон присоединился к The Mekons, а Дойл, вместе с Макгиохом, к 1983 году, вошел в состав группы The Armoury Show. В 1988 году, после записи сольных работ, Девото с ливерпульским музыкантом-эксцентриком Noko создал проект Luxuria, выпустивший два альбома. После Luxuria он предпочел музыке фотографию, став архивариусом в фото-агентстве. В 2002 году Девото совместно с Питером Шелли записали альбом Buzzkunst (выпустив его под вывеской ShelleyDevoto).
В июле 2008 года было официально заявлено, что Говард Девото и Magazine воссоединится, чтобы дать пять концертных выступлений в феврале следующего года. К составу, состоящему из Девото, Формула, Адамсона и Дойла, в ноябре 2008 года присоединился коллега Девото по Luxuria, Noko, который заменил умершего в 2004 году Джона Макгиоха.
Продажи билетов показали широкий спрос, вследствие чего коллектив начал играть на британских и зарубежных фестивалях. Единичные выступления Magazine превратились в концертную программу «The Soap Show», которая была исполнена на площадках Манчестера, Эдинбурга и Лондона. Программа состояла из двух отделений: в первом группа исполняла весь альбом Correct Use of Soap, во-втором исполняла сет-лист, составленного из других песен группы.
В январе 2010 года Noko официально вошел в состав группы, став полноценным участником коллектива. Тогда же группа начала работать над новым материалом. В ноябре Барри Адамсон покинул группу, чтобы сконцентрироваться над своими сольными проектами. Жон «Стэн» Уайт заменил Адамсона на басу в работе над новым альбомом группы. 24 октября 2011 группа выпустила свой пятый альбом No Thyself на лейбле Wire Sound.

## Дискография

### Студийные альбомы
- Real Life (1978)
- Secondhand Daylight (1979)
- The Correct Use of Soap (1980)
- Magic, Murder and the Weather (1981)
- No Thyself (2011)

### Концертные альбомы
- Play (1980, концертный альбом, записанный в Австралии)

### Сборники
- After the Fact (1982) — Virgin (UK) IRS Records (US)
- Rays and Hail 1978—1981: the Best of Magazine (1987) — Virgin
- Scree — Rarities 1978—1981 (1991) — Virgin
- Where The Power Is (2000) — Virgin
- Maybe It’s Right to Be Nervous Now (2000) — Virgin
- The Complete John Peel Sessions (2008) — Virgin EMI
- Touch & Go: Anthology 02.78-06.81 (2009) — Virgin EMI